# Milano, sushi & coca
Milano, sushi & coca è il singolo di debutto della rapper Myss Keta, pubblicato il 2 ottobre 2013.

## Descrizione
Il nome del brano viene da una citazione all'album Sushi & Coca dei Marta sui Tubi. Ha ottenuto un grande riscontro mediatico, insieme a una serie di critiche rivolte ai contenuti provocatori proposti. Nella canzone l'artista racconta in maniera irriverente la vita notturna di Milano.